# Wolfhart Henckmann
Wolfhart Henckmann (* 3. Februar 1937 in Gersfeld (Rhön)) ist ein deutscher Philosoph und Hochschullehrer im Ruhestand.

## Ausbildung und Beruf
Am Helmholtz-Gymnasium in Essen legte Henckmann 1958 das Abitur ab; zuvor hatte er bereits einen Schulabschluss bei einem mehrjährigen Aufenthalt in Pakistan erlangt. Das sich anschließende Studium der Philosophie, Germanistik und Pädagogik an der Ludwig-Maximilians-Universität München wurde durch die Studienstiftung des deutschen Volkes gefördert, die ihm Studienaufenthalte in Perugia und Montpellier ermöglichte. In München promovierte er 1965 zum Dr. phil.; in seiner Dissertation hatte er sich mit der Ästhetik Martin Deutingers befasst.
Henckmann wurde im selben Jahr Assistent bei Helmut Kuhn und Hermann Krings an der Münchner Universität. Die Rezeptionsgeschichte der Philosophie Karl Wilhelm Ferdinand Solgers war das Thema der Schrift, mit der er sich 1976 für das Fach Philosophie habilitierte. Zusätzlich zu seiner Assistententätigkeit nahm er danach einen Lehrauftrag für Philosophische Ästhetik der Hochschule für Fernsehen und Film München bis 1978 an. Die Universität München beförderte Henckmann 1978 zum Oberassistenten und im selben Jahr wurde er Philosophieprofessor an der Münchner Hochschule für Politik. Zwei Jahre später wurde er auch an der Universität München Professor für Philosophie. Im Zuge seiner Bemühungen um wissenschaftliche Beziehungen mit Asien war Henckmann Gastprofessor an der Shandong-Universität in Jinan, der Akademie für bildende Künste in Tokio und der Akademie für bildende Künste in Nara.
Ende März 2002 trat Heckmann in den Ruhestand. Er ist seitdem weiter wissenschaftlich tätig.

## Arbeitsgebiete
Der Schwerpunkt von Henckmanns Interessen liegt auf dem Gebiet der Ästhetik. Als Themengebiete sind im Weiteren Kunstphilosophie, Anthropologie, Phänomenologie, Hermeneutik und der Deutsche Idealismus zu nennen.
Besonderes Augenmerk legt er auf die Werke von Max Scheler und auf die Karl Wilhelm Ferdinand Solgers. Als einer der führenden Scheler-Experten war er Mitbegründer der Gesellschaft, die sich der Erforschung von Schelers Werk widmet, ihr Präsident und Ehrenpräsident. Für Steffen Dietzsch ist Henckmann der „verdienstvolle Neuentdecker Solgers“.

## Mitgliedschaften und Ehrungen
- Deutsche Gesellschaft für Ästhetik (Gründungsmitglied, 1993)
- Max Scheler Gesellschaft (Gründungsmitglied, 1993; Vizepräsident, 1993–1997; Präsident 1997–2005; Beiratsmitglied, Ehrenpräsident)[2][6]

## Schriften
Seit 1966 hat Henckmann über 150 Zeitschriftenartikel und Buchkapitel veröffentlicht. Seine Qualifikationsarbeiten und weitere Bücher:
- Das Wesen der Kunst in der Ästhetik Martin Deutingers. Pustet, München 1966. (Dissertation, Ludwig-Maximilians-Universität München)
- Über Begriff und Methode der Rezeptionsgeschichte am Beispiel der Philosophie K. W. F. Solgers. Ludwig-Maximilians Universität München, 1974. (Habilitationsschrift)
- Max Scheler. Beck, München 1998, ISBN 978-3-406-41943-0
- Geist und Buchstabe. Zur Edition von Schelers Nachlass in der Ausgabe der Gesammelten Werke. Bautz, Nordhausen 2017, ISBN 978-3-95948-007-9

Henckmann ist Herausgeber von Werken von Helmut Kuhn, Georg Wilhelm Friedrich Hegel, Friedrich von Schiller, Emil Utitz, Moritz Geiger, Karl Wilhelm Ferdinand Solger, Karl Rosenkranz, Jean Paul, Johann Friedrich Herbart und Max Scheler, außerdem eines Lexikons der Ästhetik, eines Überblicks über ästhetische Theorie in der DDR und einer Bibliographie zur Ästhetik.